# هالیدی، میسوری
هالیدی (به انگلیسی: Holliday) یک روستا (ایالات متحده آمریکا) در ایالات متحده آمریکا است که در شهرستان مونرو، میزوری واقع شده‌است.
 هالیدی ۰٫۶۸ کیلومتر مربع مساحت و ۱۳۷ نفر جمعیت دارد و ۲۳۸ متر بالاتر از سطح دریا واقع شده‌است.